# Pactum Mutuae Successionis
Als Pactum Mutuae Successionis (latein für Gegenseitiger Erbvertrag) wird ein Vertrag bezeichnet, den die beiden Erzherzöge Joseph und Karl von Österreich am 12. September 1703 unter Geheimhaltung miteinander schlossen. Er sollte für den angestrebten Sieg im Spanischen Erbfolgekrieg die gegenseitige Erbfolge der Brüder und ihrer Nachkommen klären.  Das Pactum bildet die Grundlage und repräsentiert das Hauptinstrument der später verkündeten und beschlossenen Pragmatischen Sanktion.

## Kontext
Seit 1556 regierten in Spanien und dem Heiligen Römischen Reich zwei verschiedene Linien des Hauses Habsburg. Der vierte habsburgische König von Spanien, Karl II., war 1700 kinderlos gestorben, die spanische Linie damit im Mannesstamme erloschen. Zwar hatte Karl II. seinen Großneffen Philipp V. aus dem französischen Königshaus als Erben eingesetzt, jedoch mutmaßlich im kaum mehr zu eigenem Willen fähigen Zustand. Die österreichische Linie erhob im Spanischen Erbfolgekrieg eigene Ansprüche auf die spanischen Besitzungen.
Die europäischen Großmächte England und Niederlande wollten vor und während dem Krieg verhindern, dass Spanien samt Kolonien an Frankreich oder Österreich fiel. In diesem Wissen wollte Kaiser Leopold I. auch im Falle eines Kriegssieges die Kronen Spaniens von den österreichischen Erblanden möglichst getrennt lassen. Er und sein älterer Sohn, Erzherzog Joseph, verzichteten daher auf ihren Anspruch auf Spanien zugunsten dem jüngeren Sohn, Erzherzog Karl. Dieser Verzicht wurde in der Cessio monarchiae Hispanicae festgehalten. Das Pactum Mutuae Successionis wurde vor der Abreise Karls nach Spanien aufgesetzt und zwischen den Brüdern unterzeichnet.

## Vertragsinhalt
Im Vertrag wurde festgelegt, dass der Anspruch auf die spanischen Reiche von Karl übernommen werden sollte, während das Erbrecht auf die übrigen habsburgischen Herrschaften bei seinem älteren Bruder Joseph liegen sollte. Hierdurch würde das Haus Habsburg erneut in zwei Linien geteilt (die Josephinischen und Carolinischen Linien).
Der Pakt regelte auch die Nachfolge der Brüder: Beide sollten von ihren jeweiligen männlichen Erben beerbt werden – falls jedoch einer von ihnen keinen Sohn haben sollte, dann würde der andere ihm in allen seinen Reichen nachfolgen. Sollten beide Brüder sterben und keine Söhne hinterlassen, hätten die Töchter des älteren Bruders (Joseph) absoluten Vorrang vor den Töchtern des jüngeren Bruders (Karl) und die älteste Tochter Josephs würde alle habsburgischen Throne besteigen.

## Bedeutung
Die Absicht, erneut zwei habsburgische Linien in Österreich und Spanien zu begründen, war innerhalb weniger Jahre nach der Unterzeichnung des Vertrages hinfällig. Joseph wurde 1705 Kaiser des Heiligen Römischen Reiches, starb aber bereits sechs Jahre später und hinterließ zwei Töchter, Maria Josepha und Maria Amalia. Der vergeblich um die spanische Krone kämpfende Karl beerbte ihn vertragsgemäß und kehrte nach Wien zurück. Da Karl zu diesem Zeitpunkt keine Kinder hatte, war entsprechend der Bestimmungen des Pactum Mutuae Successionis Maria Josepha seine Heiress Presumptive.
Jedoch war das Pactum lediglich eine geheime Hausordnung und nicht im Staatsrecht der einzelnen habsburgischen Erbkönigreiche und Länder abgesichert. Zehn Jahre nach der Unterschrift, am 19. April 1713, verlas Kanzler Johann Friedrich von Seilern die Erbfolgeregelung vor den Ministern, geheimen Räten und Hofwürdenträgern, und Karl erläuterte diese. Die hier verkündete Fassung, die später als Pragmatische Sanktion bezeichnet wurde, beinhaltete eine wichtige Abänderung gegenüber dem Pactum: es sollten im Falle der Söhnelosigkeit Karls Töchter, und zwar in der Reihenfolge ihres Alters, thronfolgeberichtigt sein vor den Töchtern Josephs und diese vor den weiteren weiblichen Nachkommen Leopolds I.
Im Folgejahr ging der Krieg um Spanien endgültig verloren, Karl musste im Frieden von Baden die faktische Teilung der spanischen Länder akzeptieren, ohne jedoch seinen Titel als König von Spanien formell aufzugeben. Die Hoffnung auf einen Sohn zerschlug sich, ab 1720 erfolgte die Annahme der Pragmatischen Sanktion durch die Stände der Länder. Mit Karls Tod 1740 beerbte ihn gemäß der Pragmatischen Sanktion seine älteste Tochter Maria Theresia, nicht die im Pactum Mutuae Successionis vorgesehene Maria Josepha.
Das Original des Pactum ist bislang nicht öffentlich zugänglich. Eine Abschrift wurde dem „Regierungsdekrete an die niederösterreichischen Stände, welches diesen die Annahme der neuen Erbfolgeordnung empfiehlt“ von 1720 beigelegt, ebenso wie eine Fassung über die Verkündung der Pragmatischen Sanktion 1713.